# Sam Lundholm
Sam Lundholm, né le 1er juillet 1994 à Danderyd en Suède, est un footballeur suédois. Il évolue au poste d'ailier avec le club suédois de l'IK Sirius.

## Biographie

### En club
Lundholm débute chez les jeunes à Viggbyholms IK puis à l'IFK Vaxholm, avant de rejoindre les jeunes de l'AIK Fotboll en 2012. L'année suivante, après avoir disputé quelques matchs amicaux d'avant-saison, il est promu chez les professionnels et signe un contrat jusqu'à la fin de la saison 2015. Il fait ses débuts en Allsvenskan le 11 août 2013, remplaçant Martin Mutumba à la 88e minute lors du match de l'AIK Fotboll contre Malmö FF. Le 31 août 2014, il marque son premier but en championnat, lors d'une victoire 4-2 sur le terrain de l'IFK Norrköping. Il joue avec l'AIK quatre rencontres en Ligue Europa.
En août 2015, il s'installe au NEC Nimègue pour remplacer Alireza Jahanbakhsh, transféré à l'AZ Alkmaar. Selon les chiffres de la presse néerlandaise, l'achat de Lundholm, qui avec l'AIK Fotboll avait un contrat venant à échéance en décembre, aura coûté environ 400 000 euros.
En janvier 2017, le jeune Suédois est prêté au Danemark, aux Randers FC, jusqu'à la fin de la saison. Il ne joue qu'un seul match avec cette équipe. 
Le 19 juillet 2017, Lundholm signe un contrat de quatre ans et demi avec le nouveau club promu en division un suédoise, l'IK Sirius.

### En sélection
Il compte sept sélections pour un but avec l'équipe de Suède des moins de 19 ans, toutes obtenues en 2013.